# Hyphasis lankana
Hyphasis lankana es una especie de insecto coleóptero de la familia Chrysomelidae. Fue descrita científicamente en 2003 por Kimoto.